# Palazzo di San Clemente
Il palazzo di San Clemente o Casino Guadagni o anche palazzo del Pretendente è un edificio storico di Firenze, situato in via Pier Antonio Micheli 2 all'angolo con via Gino Capponi 15.
Il palazzo appare nell'elenco redatto nel 1901 dalla Direzione Generale delle Antichità e Belle Arti, quale edificio monumentale da considerare patrimonio artistico nazionale.

## Storia
Era qui nel Cinquecento il casino di don Luigi di Toledo, fratello della granduchessa Eleonora, ricco di un grande spazio verde sistemato a giardino (oggi pressoché scomparso), con grandi fontane e statue dovute, secondo quanto testimonia Giorgio Vasari (nella vita di Jacopo Sansovino), allo scultore Francesco Camilliani, allievo di Baccio Bandinelli (per questo spazio era tra l'altro stata realizzata la grandiosa fontana venduta nel 1574 al senato palermitano e oggi collocata in piazza Pretoria). Di tale sistemazione testimonia la pianta di Firenze di Stefano Buonsignori, del 1584.

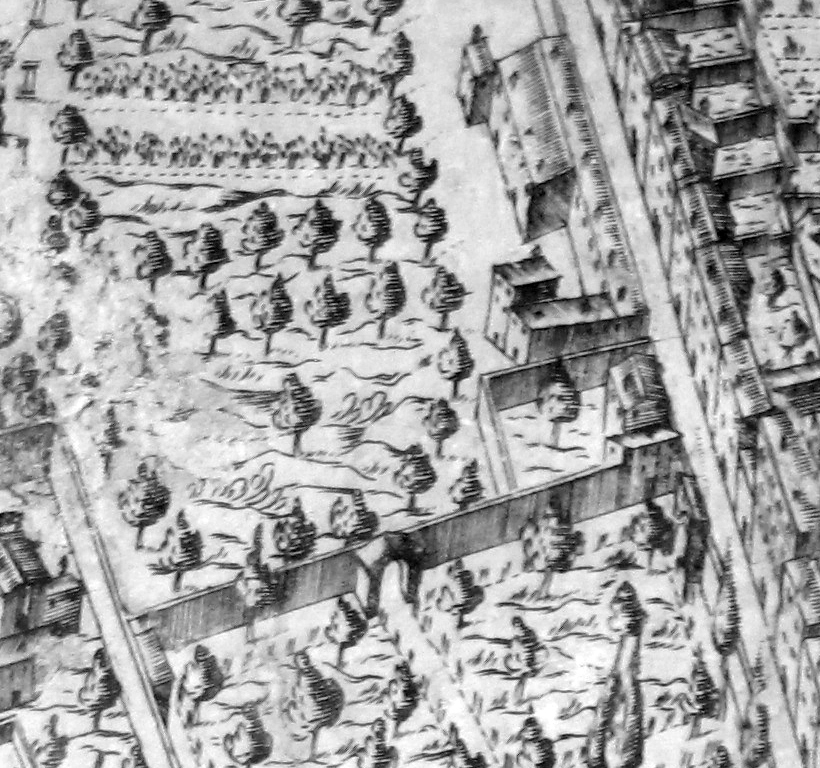
Il palazzo nella pianta del Buonsignori (1594)

L'attuale palazzo è invece un grandioso complesso del Seicento, sorto come casino sulla più antica costruzione, radicalmente trasformata con i suoi spazi di pertinenza ad opera di Felice Gamberai su progetto di Gherardo Silvani attorno alla metà del secolo (e a partire dal 1644 circa) su commissione della famiglia Guadagni, alla quale la proprietà era pervenuta nel 1634 tramite Ortensia Guadagni, vedova Salviati. L'edificio aveva dunque le caratteristiche sia di palazzo cittadino, sia di villa suburbana, in una nuova tipologia edilizia allora di gran moda chiamata dei "casini". Un casino era di fatto una villa in città: non disponeva di un piano nobile come i palazzi, ma la vita familiare si svolgeva prevalentemente al pian terreno, in stretto contatto con il giardino, che divenne un elemento essenziale di queste abitazioni. Il Silvani caratterizzò in particolar modo il lato sud dell'edificio, che presenta una sequenza prospettica di volumi, con una terrazza in rientranza assolutamente singolare e il prolungamento di un piano del corpo centrale, quasi a formare una torretta, e l'insieme crea un gioco scenografico di sipari (la soluzione si riproduce in minor scala anche sul lato nord verso il giardino). Sul lato ovest del parco esiste ancora una grande loggia realizzata in quegli anni, che "filtrava" il passaggio dall'edificio al giardino.

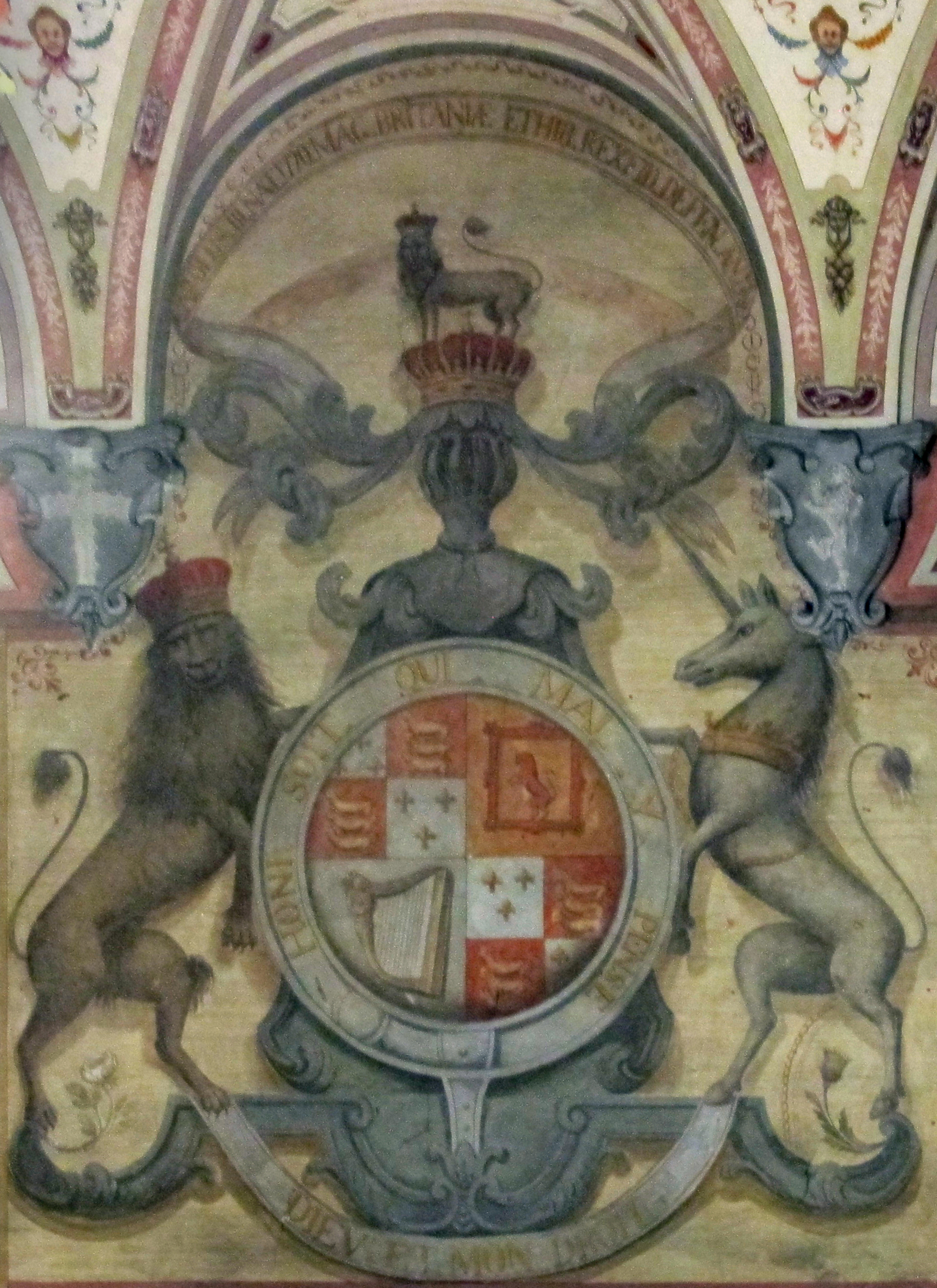
Lo stemma Stuart

Nel 1777 la proprietà passò al principe Carlo Edoardo Stuart conte d'Albany, pretendente al trono d'Inghilterra (da questo una delle denominazioni dell'edificio), e alla sua consorte Luisa von Stolberg, cantata e amata da Vittorio Alfieri. Lo Stuart, dopo essere stato sconfitto nella battaglia di Culloden (1746), si recò in Francia e poi in Italia, dove si fermò a Roma prima di approdare a Firenze. Qui ebbe come avversario il console inglese Horace Mann, che teneva un ritrovo intellettuale nel palazzo affittato in via Santo Spirito.
Alla sua morte a Simone Velluti Zati duca di San Clemente. Nel periodo di questa proprietà fu saltuariamente affittato e vi ebbero provvisoria dimora nel 1822 il principe Nicola Demidoff e, più tardi, il marchese di Normanby, diplomatico inglese presso la corte.
Attorno al 1865 il complesso subì una significativa trasformazione in relazione all'apertura della nuova via Pier Antonio Micheli che necessariamente comportò la riconfigurazione del fianco sud che guardava in direzione dell'Annunziata, come documentato da vari disegni conservati presso l'Archivio storico del Comune di Firenze firmati dall'architetto Felice Francolini.
Venduto nel 1962 dai Velluti Zati di San Clemente a una società privata, il complesso fu oggetto di un progetto che lo avrebbe voluto adattato ad albergo di lusso, poi di un intervento sul giardino per una sua trasformazione in parcheggio pubblico, con conseguente abbattimento delle alberature fortunatamente sospeso per le segnalazioni dei cittadini e il conseguente intervento del soprintendente ai Monumenti Guido Morozzi.

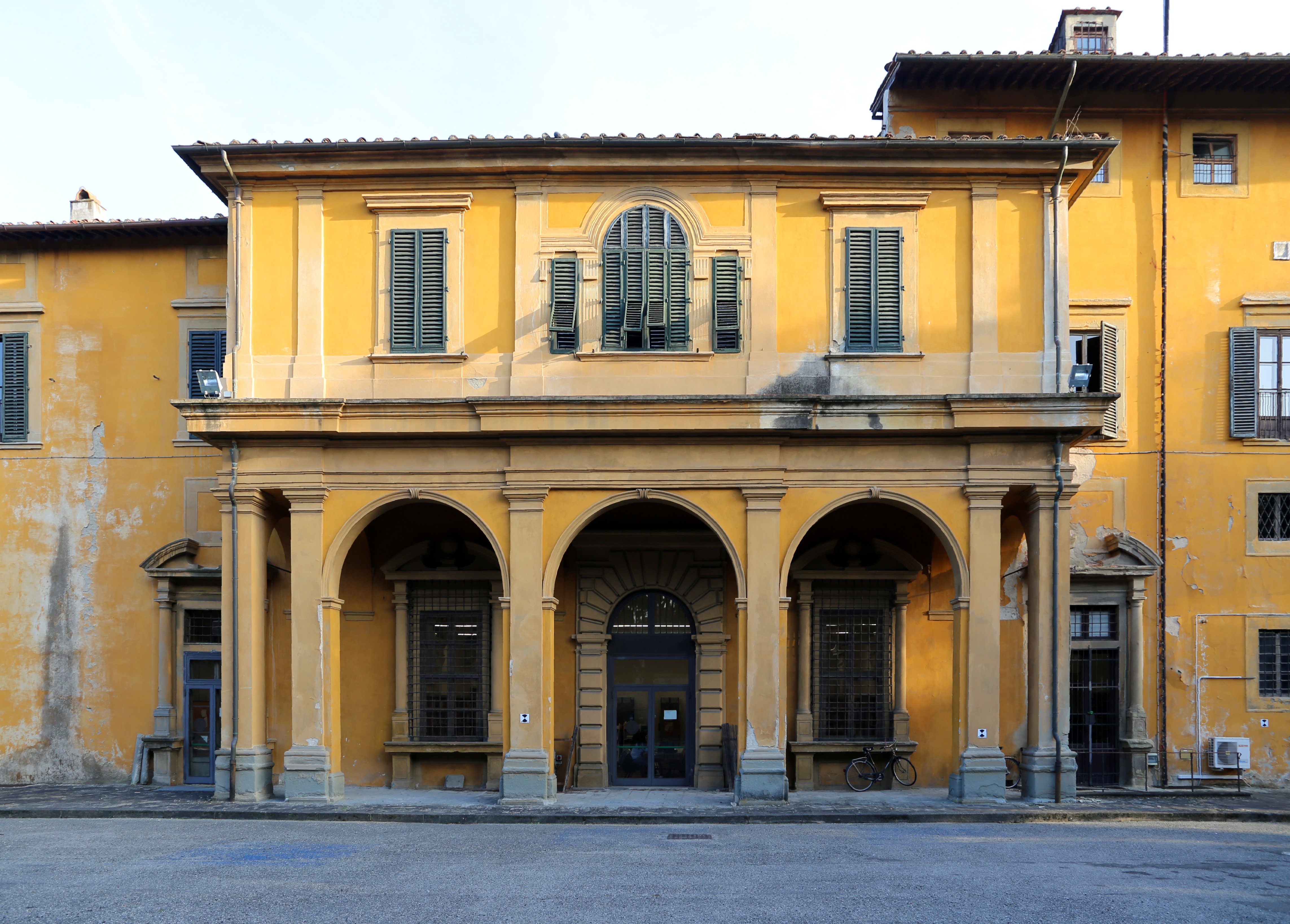
Loggetta sul giardino

Così Mazzino Fossi riassume le caratteristiche salienti del palazzo e gli interventi novecenteschi che lo hanno interessato a più riprese: "L'affacciamento a via Micheli appare più tardo, del XVIII secolo almeno, ed è assai restaurato. Sul retro della via Capponi è una maestosa facciata, con ricco loggiato, che si affaccia su di un grande giardino limitato dalle vie Micheli e Venezia: è ricchissimo di piante anche di alto fusto. Nel 1926 risulta la ripulitura e la coloritura della facciata; nel 1928 ingrandimento delle finestre del sottosuolo su via Capponi; alla fine del 1928 furono divisi due saloni per ricavarci un quartiere; nel 1929 apertura di tre finestre di mezzanino uguali alle altre esistenti (come quelle centrali nello spazio fra le due porte)". Non risulta invece la data nel quale il portone su via Micheli, tamponato e ancora murato nella fotografia proposta da Gino Chierici, fu riaperto per recuperare l'originario ingresso agli ambienti.
Gli ambienti che guardavano su via Capponi (forse costruiti proprio come studi d'artista) precedentemente all'erezione del nuovo palazzo avevano ospitato gli studi dei pittori Girolamo Macchietti, Gregorio Pagani e Lodovico Cardi detto il Cigoli.
Attualmente l'edificio ospita la sede di Architettura della Biblioteca di Scienze Tecnologiche dell'Università di Firenze. La carenza di manutenzione non rende giustizia alla ricchezza, alla storia e all'unicità di questo palazzo fiorentino.

## Descrizione

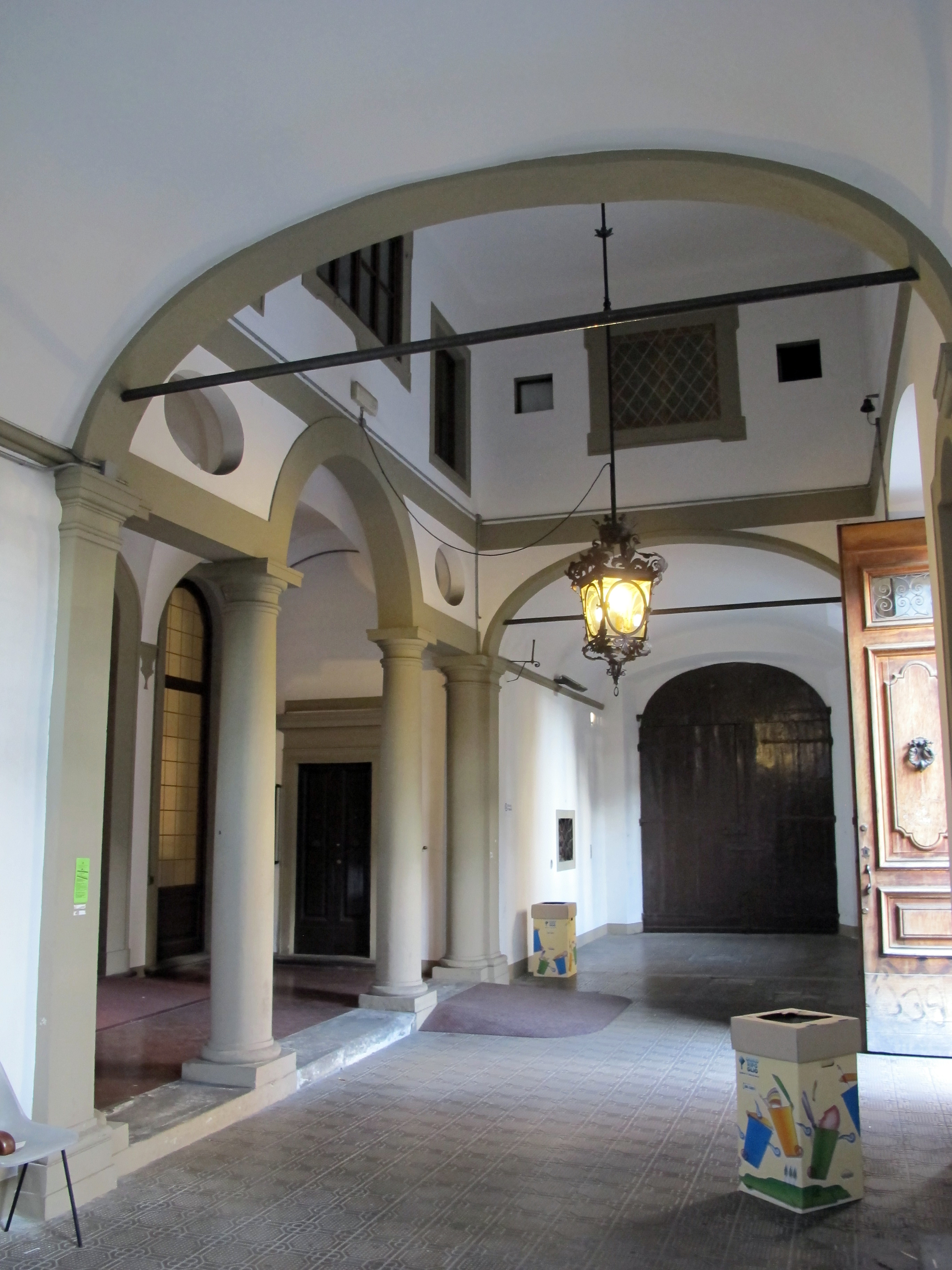
L'androne delle carrozze

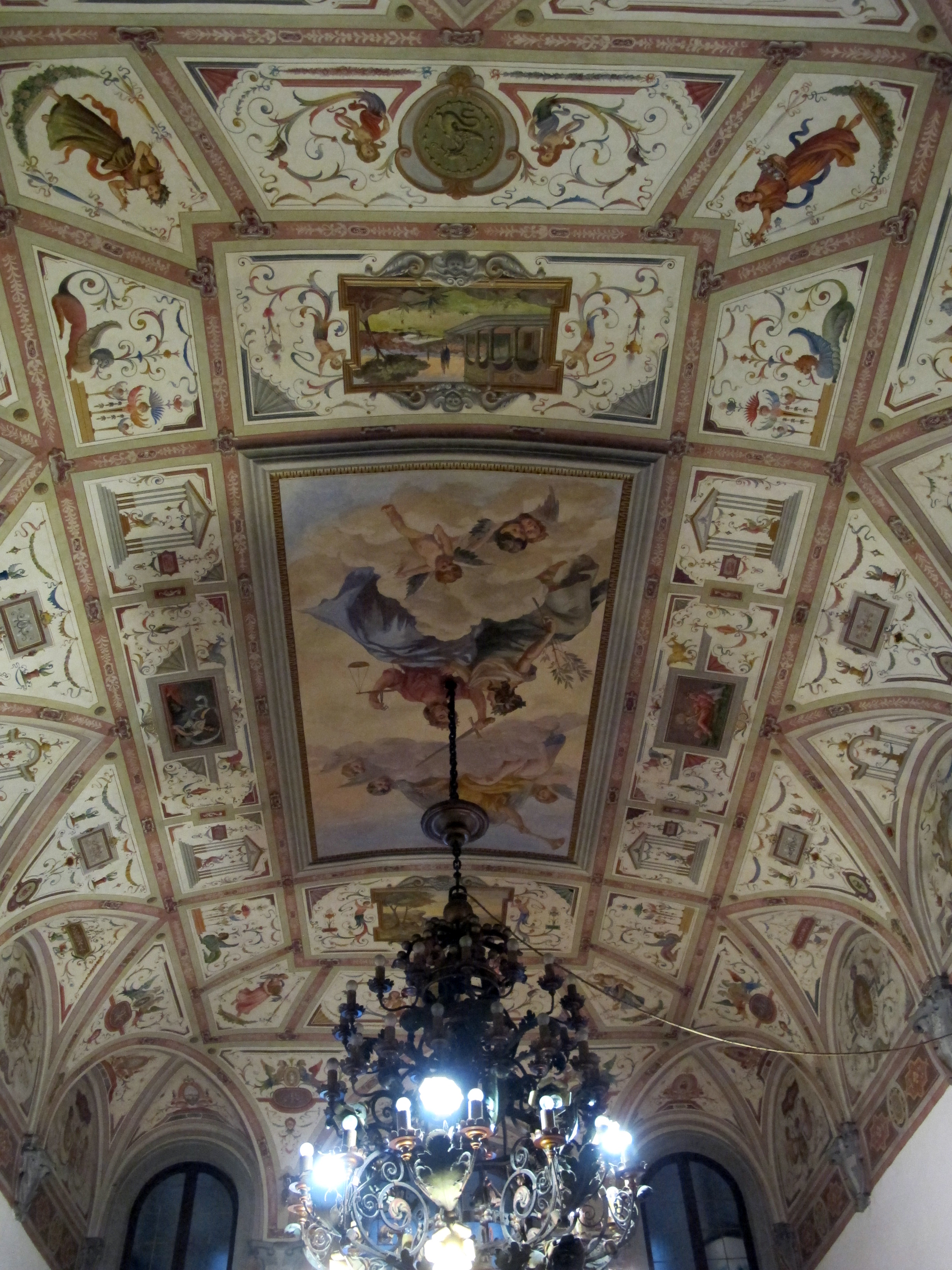
L'atrio con le grottesche

### Esterno
Il lato su via Micheli presenta l'entrata oggi principale del palazzo, un tempo riservata alle carrozze. Al piano terra l'edificio ha un andamento allineato con la strada, poi al primo piano si divide in due avancorpi laterali intervallati da una terrazza; il corpo centrale si alza per un ulteriore piano, creando un singolare effetto di pieni e vuoti.
In facciata il portone centrale presenta un profilo delimitato da bugnato e un timpano semicircolare; è affiancato da due finestre inginocchiate con frontone spezzato, dello stesso tipo che si incontra su via Gino Capponi; su quest'ultima strada, dove si apre un portone con un vano scale secondario, il palazzo presenta un prospetto più lungo ma di struttura e decorazione più semplice. Ai piani superiori e ai mezzanini sono allineate finestre con cornici, mentre il balcone presenta una balaustra decorata da due urne scolpite con teste leonine.
Verso il giardino si apre la loggetta con tre arcate a tutto sesto su pilastri, sulla quale si doveva aprire il belvedere, decorato da lesene, finestre centinate e una finestra centrale a serliana.

### Interno
Da via Micheli si accede a un vano di atrio, usato per lo stazionamento temporaneo delle carrozze, come suggeriscono i due portoni laterali alle estremità, larghi abbastanza da far passare le vetture per poi farne scendere gli occupanti davanti all'ingresso principale. In questo vano si nota un elegante prospetto ad arco sostenuto da colonne in pietra serena, e decorato da oculi e finestre incorniciate; dietro di esso una volta a crociera copre un interspazio prima dell'ingresso vero e proprio; le finestrelle interne sono disposte in modo da mostrare quadretti affrescati sul soffitto di stanzette del mezzanino che prendono luce da questo vano.
Passata la soglia con triplo portale ad arco si entra in una grande stanza con un maestroso lampadario in legno scolpito e dorato. Il soffitto è coperto da grottesche seicentesche, dipinte all'epoca dei Guadagni. Tra le fantasiose figurine si trovano al centro della volta due rappresentazioni di paesaggi e una figura allegorica della Giustizia con altri personaggi e angeli. Il grande stemma sulla parete nord è del "Pretendente" Stuart, e riporta in chiave araldica i suoi antenati sui quali basava le sue pretese dinastiche (si notino le tre pantera in campo azzurro, emblema dell'Inghilterra, l'arpa d'Irlanda e il leone rampante di Scozia). Il leone rampante coronato e l'unicorno sono pure emblemi dello stemma reale del Regno Unito e rappresentano rispettivamente Inghilterra e Scozia.

#### La biblioteca
Nel vano successivo si trova un affresco con una personificazione della Fede sul soffitto e l'accesso alle scale, pure queste decorate da affreschi a monocromo e puttini nelle cupolette dei pianerottoli. Da qui si accede all'odierna biblioteca, decorata da un ciclo sette-ottocentesco di affreschi di autori ignoti e di diversi periodi.
La prima stanza, illuminata dalle ampie finestre sul giardino, presenta sul soffitto l'affresco più famoso di quelli del palazzo, San Martino che dona il mantello a un povero di Baldassarre Franceschini detto il Volterrano, eseguito nel Seicento per il suo committente e protettore Vieri Guadagni. La grande scena mostra l'influsso di Peter Paul Rubens, con una verosimile prospettiva dal basso verso l'alto e un notevole uso del colore con tonalità a volte tenui e opaline a volte crude e cangianti.
La seconda sala, divisa da due file di colonne, ha una sobria decorazione a stucchi bianchi e dei portali sfarzosi verso le sale attigue e verso la loggetta esterna.

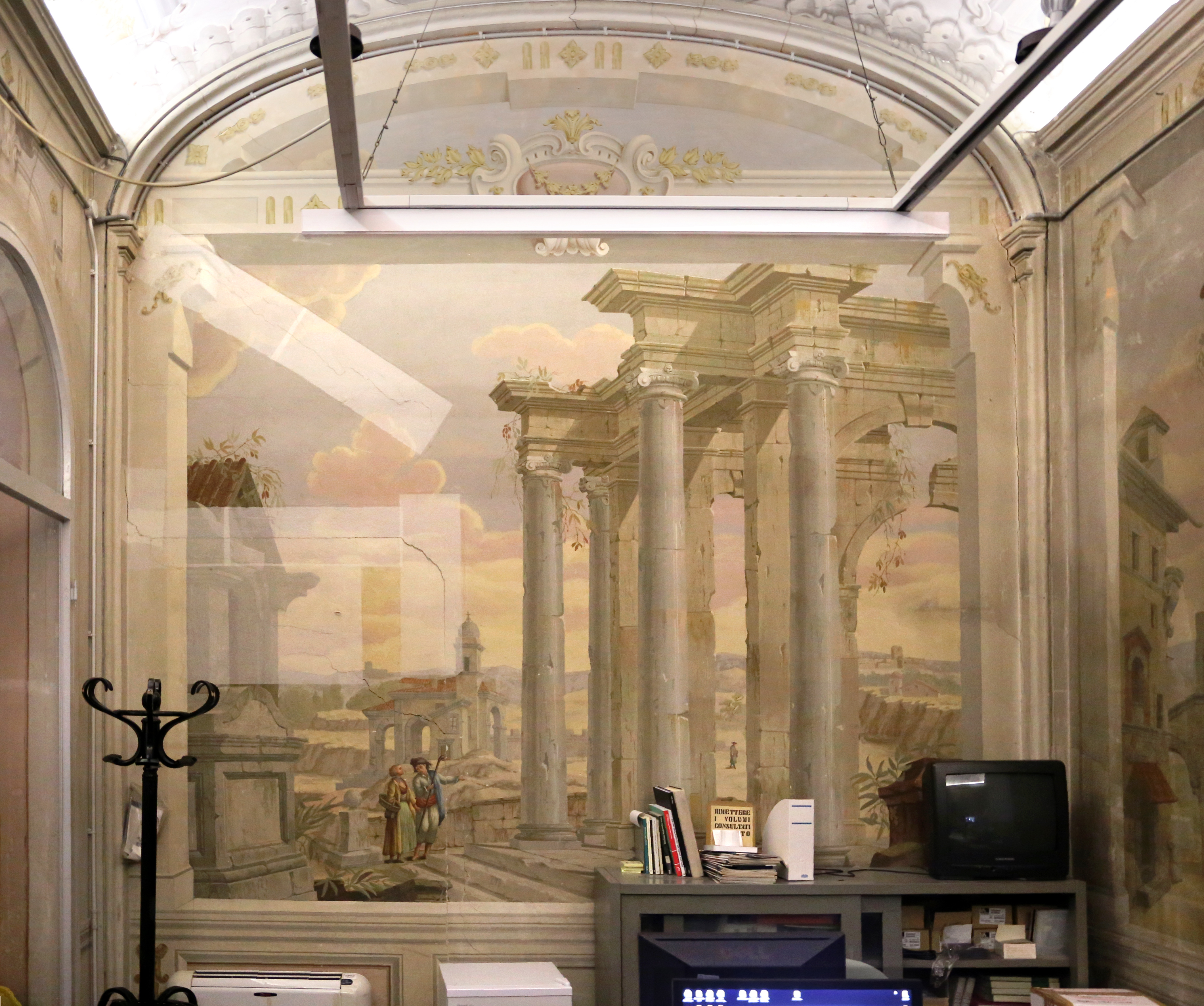
La Sala delle Rovine

Con la terza sala inizia il ciclo di affreschi vero e proprio, dove le prime sale che si incontrano sono quelle più recenti, affrescate nell'Ottocento con scene guerresche e mitologiche. La terza sala si ispira all'architettura romana, con pitture di Luigi Ademollo a monocromo che riproducono efficacemente dei bassorilievi, e scene dipinte della storia romana; sul soffitto alcune figure allegoriche recano in mano la corona d'alloro simbolo di vittoria.

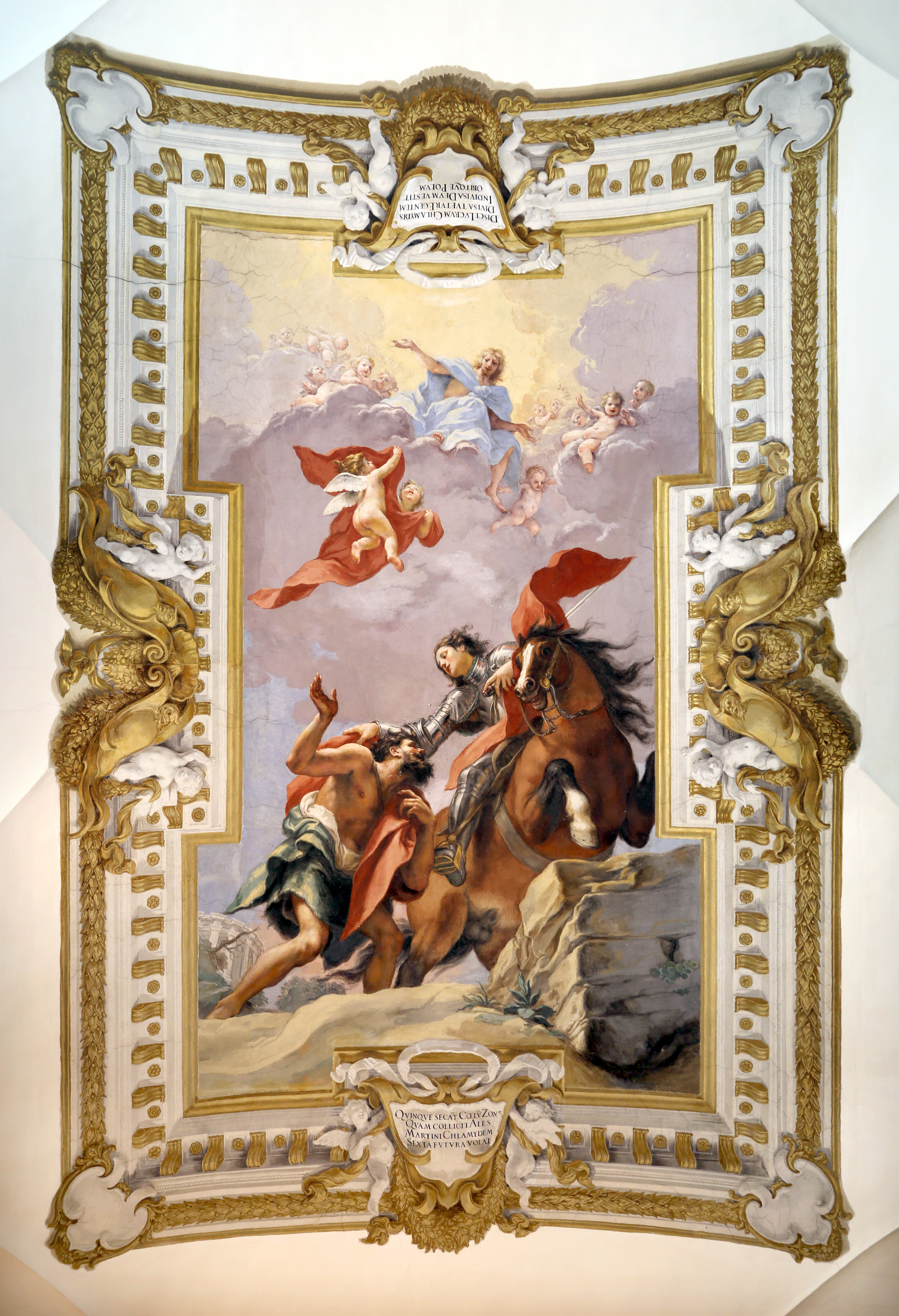
Volterrano, San Martino che dona il mantello a un povero

Nella quarta sala invece sono raffigurate scene della Guerra di Troia, anche qui circondate da affreschi in monocromo che riproducono il marmo scolpito (particolarmente significativi i tre medaglioni al centro del soffitto), mentre sulle paresti si trovano delle erme monocromatiche con armi e altri oggetti legati alla vita militare.
Dalla quinta sala le stanze diventano più piccole e si succedono in due file orizzontali di tre stanze ciascuna. Da qui inoltre le pitture sono più antiche e risalgono al XVIII secolo. La quinta sala è quindi quella centrale, e viene detta anche Sala dei Busti, per i busti dipinti che decorano le pareti, inseriti in complicate cornici e finte architetture, nelle quali compaiono ancora simboli militari. Il soffitto è decorato da figure allegoriche.
La sala di destra, o Sala delle rovine è forse una delle più scenografiche, anche se oggi è molto penalizzata dagli scaffali della biblioteca che ne celano le pareti. Fu concepita come un'unica superficie pittorica, con gli spigoli arrotondati da una volta a schifo, sulla quale vennero raffigurati paesaggi con rovine classiche, tanto in voga nel Settecento. Le scene si susseguono senza soluzione di continuità e particolari accorgimenti prospettici danno l'illusione di trovarsi al centro di un paesaggio ideale. Sul soffitto, come se si trattasse di un cielo reale, si affacciano divinità mitologiche e muse.
La sala di sinistra non è accessibile. Proseguendo, dove sono sistemati gli uffici della biblioteca, si incontrano altre tre sale. La prima, detta anche Sala delle Colonne, è caratterizzata da solenni architetture dipinte che alludono a un vano molto più grande diviso da un colonnato e con la trabeazione decorata da esedre, urne ed archi. Anche in questa sala la presenza degli scaffali sminuisce notevolmente l'effetto scenico. Il soffitto, particolarmente scuro perché ancora non restaurato, contiene anche qui altre figure mitologiche.
La sala a destra, usata come deposito, ha una decorazione dove compaiono notevoli quantità di foglia d'oro. Sulle pareti sono stati riprodotti stucchi in pittura, con mascheroni e cornici. Tra le allegorie dipinte sul soffitto si riconoscono il Tempo e la Gloria.
L'ultima sala, quella di destra, è coperta di pitture che anche qui riproducono rovine, inserite però in paesaggi pittoreschi dove compaiono anche figurine di popolani. Anche le porte dipinte presentano paesaggi analoghi. La forte luce proveniente dal giardino dà una particolare vividezza alle scene rappresentate.

#### Il primo piano

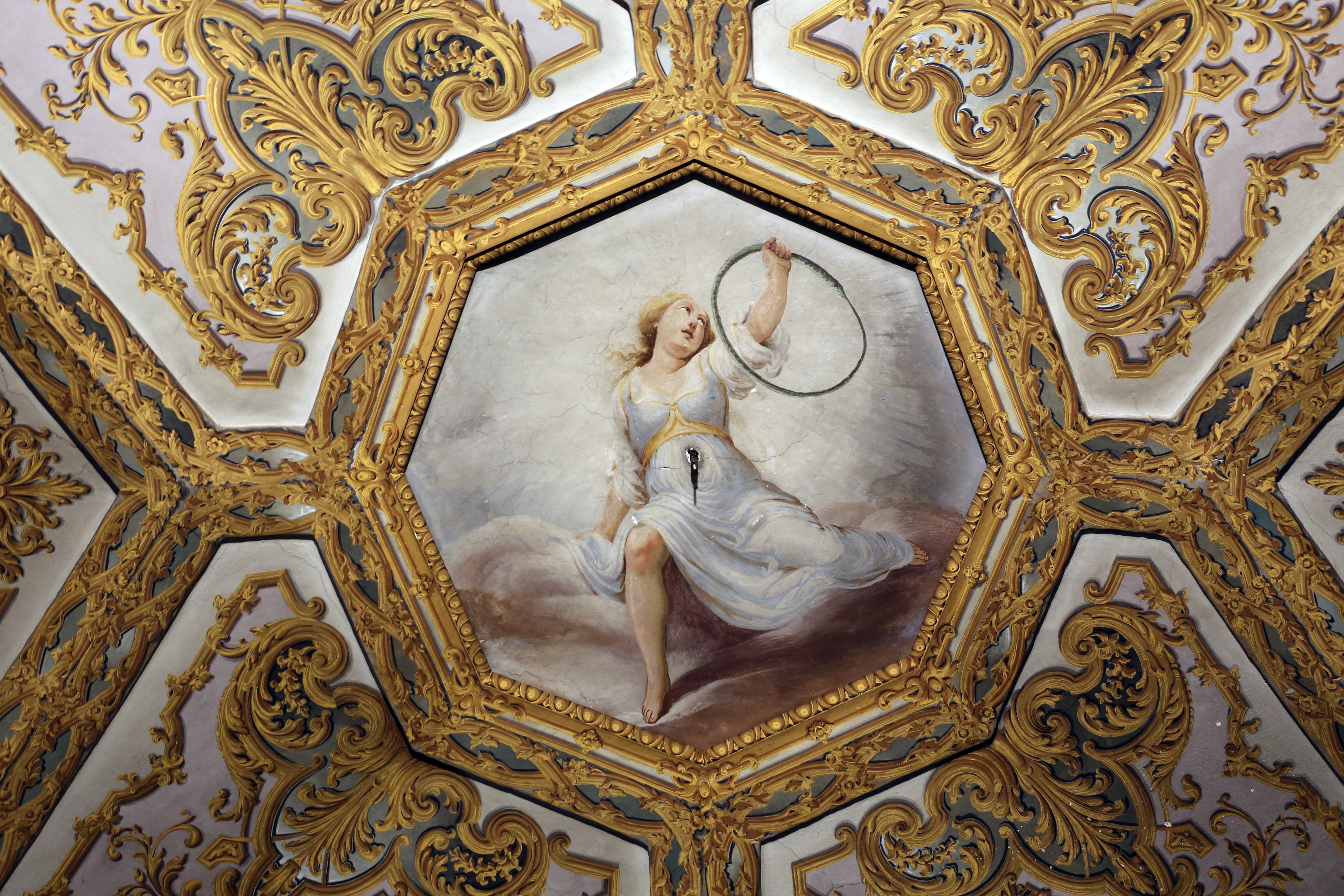
Baccio del Bianco, Eternità

Essendo la struttura del palazzo nata per ospitare al pian terreno le sue sale principali, il primo piano è decorato in maniera molto più sobria, con pitture a monocromo che simulano cornici e stucchi in stile neoclassico. Un'eccezione è rappresentata dalla loggetta che dà su terrazzino, dove si trova un'apologia della famiglia Guadagni in chiave araldica: a partire dalla parete centrale dei putti sorreggono i blasoni dei membri familiari con quelli delle famiglie delle consorti legatesi nel tempo. La rappresentazione è completata da vedute a "volo d'uccello" delle principali proprietà e tenute dei Guadagni, oltre a figure di contorno quali finti bassorilievi, frutta, animali, ghirlande, uccelli e fiori.

### Il giardino
Luigi di Toledo alla metà del Cinquecento realizzò nell'area che si estendeva da via Gino Capponi a via Lamarmora un grande giardino, che secondo Giorgio Vasari non aveva "pari in Fiorenza, né forse in Italia".
Questo giardino era adornato dal 1554 dalla magnifica Fontana Pretoria, fatta costruire da Don Pedro di Toledo a Francesco Camilliani, discepolo di Baccio Bandinelli, e Michelangelo Naccherino. Adornata da una grande vasca circolare a più piani, conteneva delle scalinate balaustrate per la vasca centrale sospesa e un grande numero di statue a grandezza naturale, molto lodate dal Vasari che restò in particolare colpito da una personificazione del Mugnone. La circonferenza era di 133 metri e l'altezza massima di 4.
Il giardino era inoltre decorato con statue, panchine e da due vaste ragnaie (cioè zone boscose dove venivano tese delle reti per imprigionare piccoli volatili) segnate da ampi viali.
Il giardino non ebbe lunga vita, infatti nel 1573 venne venduta, smontata e inviata a Palermo la monumentale fontana (dove ancora oggi fa bella mostra di sé) e il terreno riconvertito ad uso agricolo. Nei secoli successivi venne in parte ricreato, sebbene con uno stile più sobrio.
Con Firenze capitale (1865-1871) il giardino venne ridimensionato a causa della nuova configurazione urbanistica della zona. Lo stato attuale appare oggi del tutto carente di manutenzione sia delle specie arboree sia degli arredi (statue, panchine, elementi di decoro). Una pavimentazione in asfalto degli anni settanta ha coperto l'antico prato antistante la loggia laterale al piano terreno.

## Bibliografia

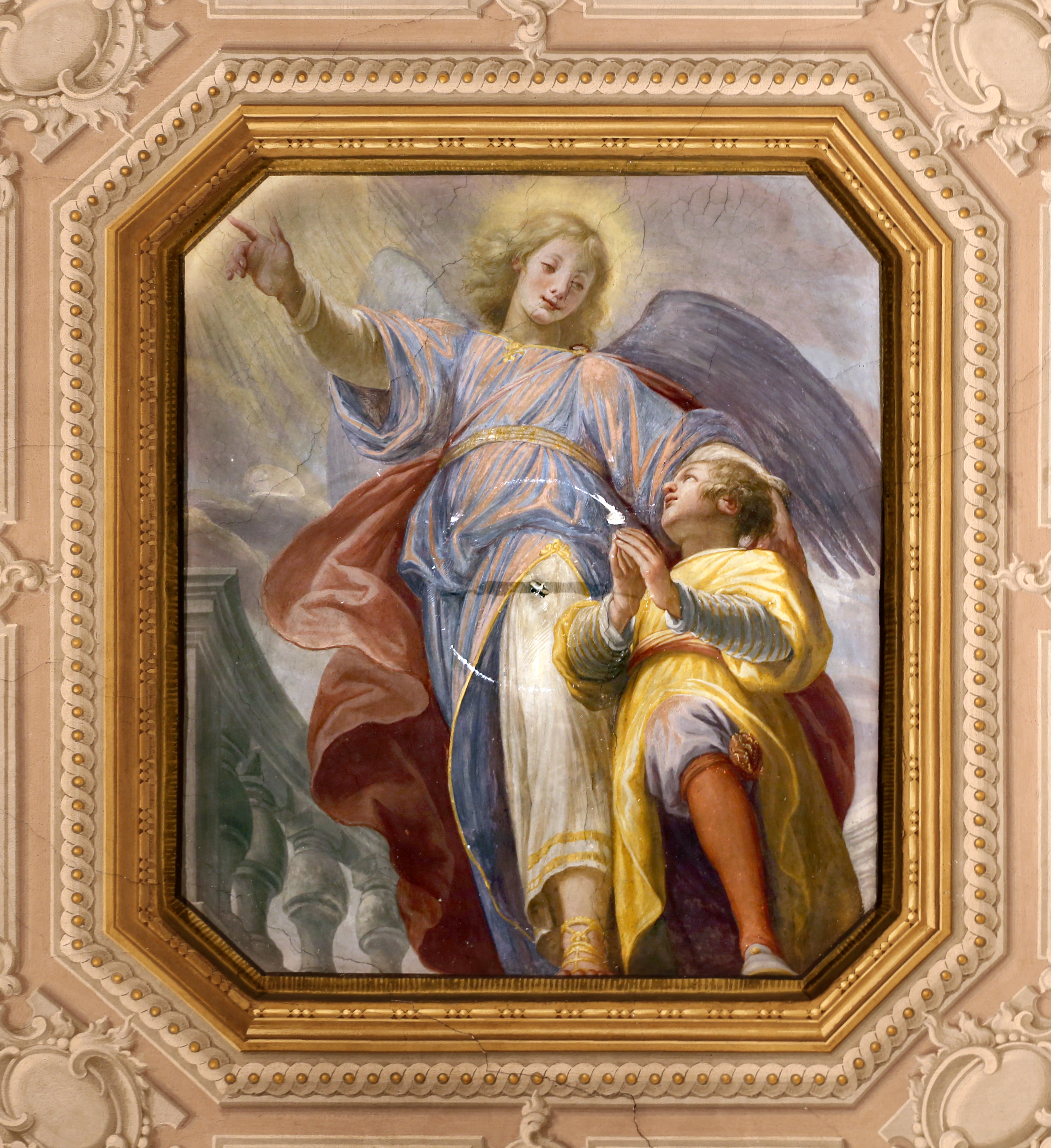
Matteo Rosselli, Angelo custode

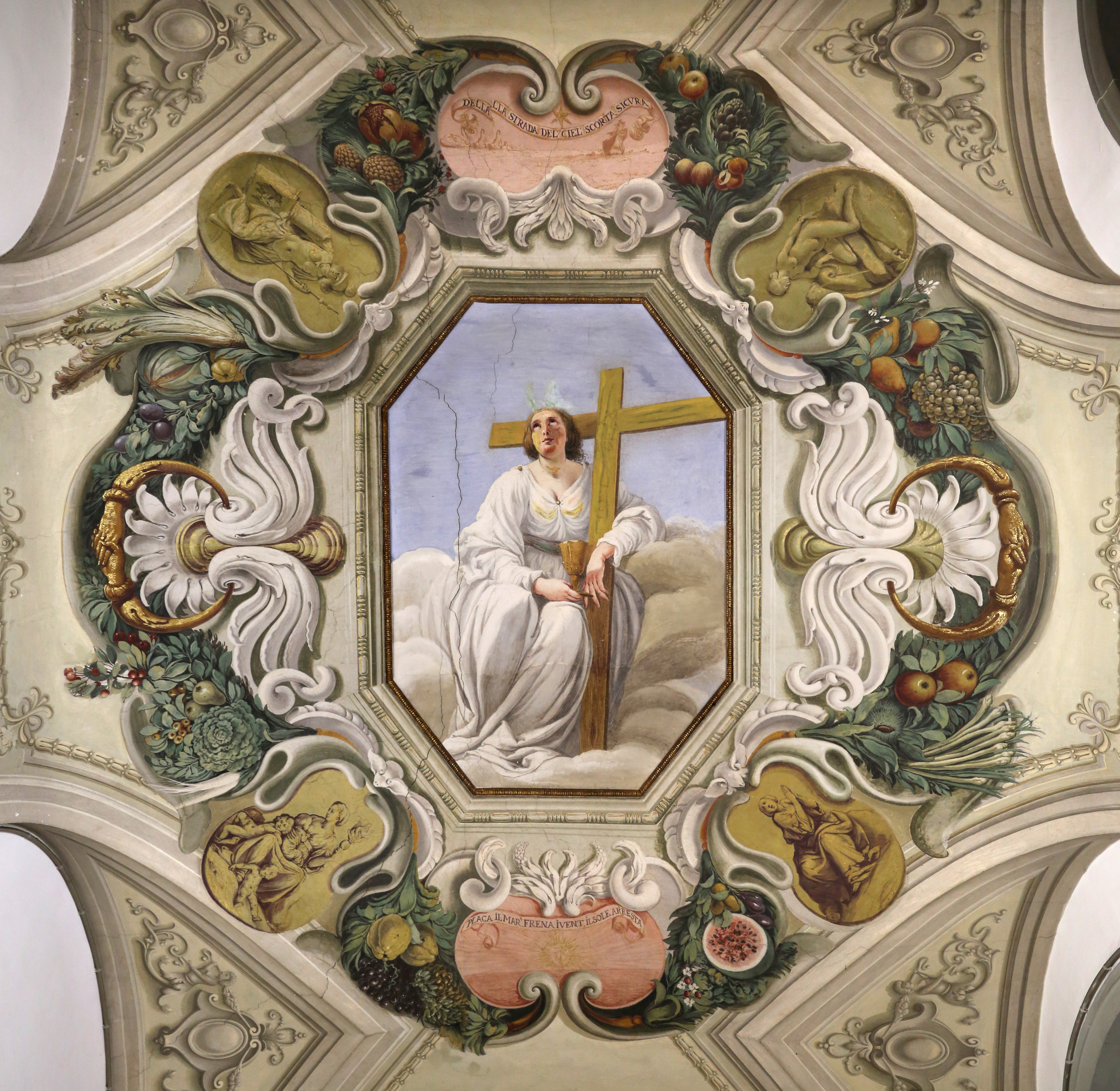
Baccio del Bianco, la Fede

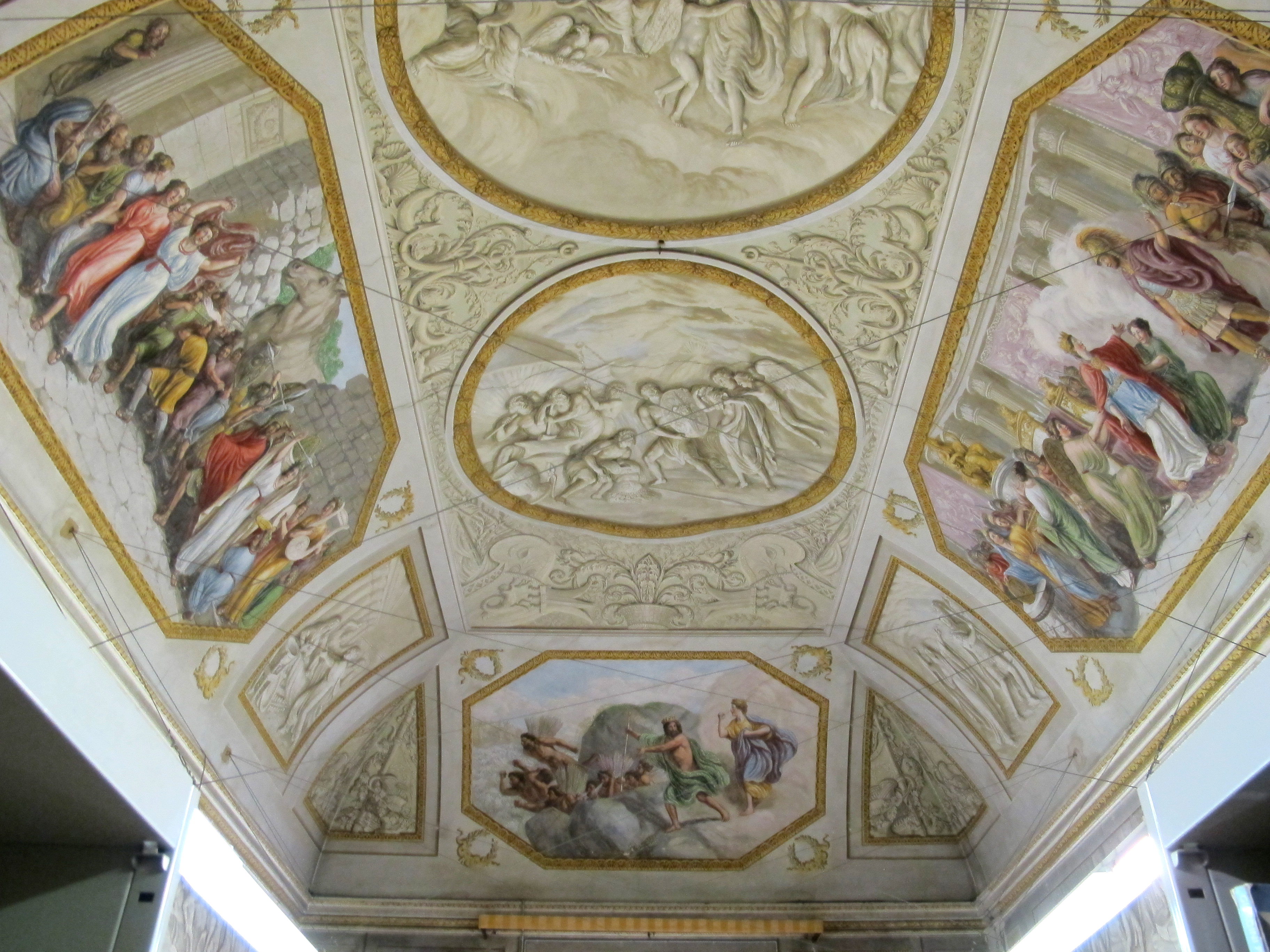
Gli affreschi dell'Ademollo